# Charzyno (przystanek kolejowy)
Charzyno – zlikwidowany przystanek kolei wąskotorowej (Kołobrzeska Kolej Wąskotorowa) w Charzynie, w województwie zachodniopomorskim, w Polsce. Został zlikwidowany po 1962 roku.